# Jan Axel Blomberg
Jan Axel Blomberg vagy művésznevén Hellhammer (Trysil, Norvégia, 1969. augusztus 2. –) háromszoros Spellemannprisen-győztes norvég metaldobos. A korai norvég black metal mozgalom számos zenekarában megfordult, néhol állandó tagként, néhol viszont csak koncertzenészként vagy session-tagként. Népszerűségének nagy részét a Mayhem zenekarban véghezvittek alapozták, ahol 1988 óta majdnem megállás nélkül zenél. Saját magát a svájci Hellhammer zenekar után nevezte el.
A múltban gyakran felhívta a média figyelmét különböző rasszista megjegyzéseivel.
Napjainkban és karrierje folyamán is az egyik legnagyobb befolyással bíró és rendkívül tehetséges black metal-dobosnak tartják. Gyakorláshoz és kéztechnika-gyorsításhoz Moeller-metódust használ.

## Zenei pályafutása
Hellhammer zenei pályafutása 1987-ben kezdődött, amikor Steinar Sverd Johnsen szintetizátorossal megalapította az Arcturus zenekart, ami egyes források szerint 1991-ig Mortem néven futott. Néhány koncert után 1988-ban meghívták a Mayhem zenekarba, ami akkor már túl volt a Deathcrush EP-n és első nagylemezükön dolgoztak. Blomberg elfogadta a meghívást és ekkor vette fel a Hellhammer művésznevet.
Az első felvételei a Mayhemmel akkor készültek el, amikor egy 1991-es válogatásalbumra vették fel a „Freezing Moon” és „Carnage” dalokat. Az első hivatalos kiadványa az együttessel a Live in Leipzig koncertlemez volt. Dead énekes öngyilkossága és Necrobutcher zenekarból való távozása 1991-ben megnehezítette a további munkákat a zenekarral. Ebben az évben készítette el a My Angel EP-t az Arcturus-szal. 1993-ra a Mayhem felállása tisztázódott, így fel tudták venni a De Mysteriis Dom Sathanas nagylemezt, ami 1994. május 24-én jelent meg. A Mayhem-gitáros, Euronymous 1993-as meggyilkolása után a zenekar feloszlott egy időre. 1995-ben új felállással, de folytatódott a Mayhem pályafutása, amiben Blomberg napjainkig folyamatosan közreműködik. Ebben az időszakban a Mayhem mellett  az Immortal és Emperor zenekarokat segítette ki, az előbbi első videóklipjében, a „Grim and Frostbitten Kingdoms”-ban is játszott. A következő évben, tehát 1996-ban az Arcturus debütáló nagylemeze, az Aspera Hiems Symfonia jelent meg.
1997-től 2003-ig a Covenant (ma már The Kovenant) együttesben játszott, négy nagylemez és egy EP dobosposztját töltötte be. Az 1997-es évben még zenekarai közül megjelent az Arcturus La Masquerade Infernale albuma és a Mayhem Wolf's Lair Abyss-e. 1998-ban új zenekart indított, a Winds-t, melynek a 2000-res évek elején egy EP-je és két nagylemeze jelent meg, továbbá 2007-ben a Prominence and Demise stúdióalbuma. 2001 és 2004 között a Shining felállását egészítette ki, 2004-től az Age of Silence együttesben dobol.
2005-ben a Metal: A Headbanger’s Journey dokumentumfilmben interjút adott két további Mayhem-taggal: Necrobutcherrel és Blasphemerrel.
Ettől az évtől 2007-ig a Dimmu Borgir zenekarnak segített, az In Sorte Diaboli albumon ő hallható a dobok mögött.
Dobosi pályafutása mellett a Mayhem De Mysteriis Dom Sathanas és Chimera albumait ő keverte és az Enslaved Vikingligr veldi-jének dobkoordinálását végezte el.

## Diszkográfia

### Tagként

#### Mortem/Arcturus
- Slow Death (Demó, 1989)
- Slow Death (EP, 1990)
- Promo 90 (Demó, 1990)
- My Angel (EP, 1991)
- Constellation (1994)
- Aspera Hiems Symfonia (1996)
- Constellation (1997)
- La Masquerade Infernale (1997)
- Disguised Masters (1999)
- The Sham Mirrors (2002)
- Sideshow Symphonies (2005)
- Shipwrecked in Oslo (2006)
- Arcturian (2015)

#### Mayhem
- De Mysteriis Dom Sathanas (1994)
- Grand Declaration of War (2000)
- Chimera (2004)
- Ordo Ad Chao (2007)
- Esoteric Warfare (2014)

#### Covenant/The Kovenant
- Nexus Polaris (1998)
- Animatronic (1999)
- SETI (2003)

#### Troll
- The Last Predators (2000)
- Universal (2001)

#### Winds
- Of Entity and Mind (2001)
- Reflections of the I (2001)
- The Imaginary Direction of Time (2004)
- Prominence and Demise (2007)

#### Mezzerschmitt
- Weltherrschaft (2002)

#### Shining
- Angst, Självdestruktivitetens Emissarie (2002)
- Dolorian/Shining (2004)
- Through Years of Oppression (2004)
- The Darkroom Sessions (2004)
- The Eerie Cold (2005)

#### Age of Silence
- Acceleration (2004)
- Complications - Trilogy of Intricacy (2005)

#### Dimmu Borgir
- Stormblåst MMV (2005)
- In Sorte Diaboli (2007)

#### Carnivora
- Judas (2004)

#### Umoral
- 7" Umoral EP (2007)

#### Nidingr
- Wolf-Father (2010)

### Session-tagként

#### Tritonus
- Koncerteken[7]

#### Emperor
- Koncerteken (1992)[7]
- Moon over Kara-Shehr – a Nordic Metal: A Tribute to Euronymous válogatásalbumon (1995)

#### Immortal
- Koncerteken, Sons of Northern Darkness Tour Part II (1995)[5]
- Grim and Frostbitten Kingdoms videóklip (1995)

#### Jørn
- Worldchanger (2001)
- The Gathering (2007)

#### Thorns
- Thorns (2001)

#### Vidsyn
- On Frostbitten Path Beneath demo (2004)
- On Frostbitten Path Beneath (2004)

#### Antestor
- Det Tapte Liv (2004)
- The Forsaken (2005)

#### Endezzma
- Alone (EP) (2007)

#### Suchthaus
- The Dark Side and the Bright Side – (2011)[8]

#### Andy Winter
- Incomprehensible (2013)

#### Dynasty of Darkness
- Empire of Pain (2014)

#### Circle of Chaos
- Crossing The Line (2014)

### Vendégzenészként

#### Ulver
- Synen – a Souvenirs from Hell válogatásalbumról (1997)

#### Fleurety
- Department of Apocalyptic Affairs (1. szám, 2000)

#### Eyes of Noctum
- Inceptum (2., 3., 4., 8., 10. és 11. szám, 2009)

#### Lord Impaler
- Admire the Cosmos Black (2011)

## Vitatott esetek
Hellhammer rasszista és homofób mondatai nagy port kavartak a médiában. A Lords of Chaos könyvben a következő idézet hozzá tartozik: „Kijelentem, hogy nem szeretjük errefelé a feketéket. A black metal a fehér embereknek van. Meggyőződésem, hogy ugyanúgy vannak különbségek a rasszok között, mint bármi más között. Mint az állatoknál, néhány faj, tudod, például a macska sokkal intelligensebb egy madárnál, egy tehénnél, vagy akár egy kutyánál is, és úgy gondolom, hogy ugyanez a helyzet a különböző rasszoknál is.” Blomberg egy 2004-es interjúban azt vallotta, hogy „nem érdekel, ha a rajongók fehérek, feketék, zöldek, sárgák vagy kékek. Számomra a zene és a politika nem jár kéz a kézben.” A 2008-as Until the Light Takes Us dokumentumfilmben azt mondta, hogy „tisztelet” Bård G. "Faust" Eithun-nak, hogy megölt egy „kibaszott buzit”.

## Fordítás
- Ez a szócikk részben vagy egészben  a   Jan Axel Blomberg című angol Wikipédia-szócikk ezen változatának fordításán alapul.  Az eredeti cikk szerkesztőit annak laptörténete sorolja fel. Ez a jelzés csupán a megfogalmazás eredetét és a szerzői jogokat jelzi, nem szolgál a cikkben szereplő információk forrásmegjelöléseként.